# Andrzej Pukaczewski
Andrzej Pukaczewski (ur. 9 grudnia 1932 w Łodzi, zm. 16 listopada 2020 tamże) – polski artysta fotograf, uhonorowany tytułem Artiste FIAP (AFIAP). Członek rzeczywisty Okręgu Łódzkiego Związku Polskich Artystów Fotografików. Członek Związku Polskich Artystów Plastyków. Członek Łódzkiego Towarzystwa Fotograficznego.

## Życiorys
Był absolwentem Państwowej Wyższej Szkoły Sztuk Plastycznych w Łodzi (Wydział Architektury Wnętrz – 1956). Związany był z łódzkim środowiskiem fotograficznym – mieszkał i tworzył w Łodzi. Miejsce szczególne w jego twórczości zajmowała fotografia architektury, fotografia dokumentalna, fotografia minimalistyczna, fotografia portretowa, fotografia poszukująca, fotografia sportowa. W 1957 roku został przyjęty w poczet członków Związku Polskich Artystów Plastyków. W 1965 roku został członkiem Łódzkiego Towarzystwa Fotograficznego.
Był autorem i współautorem wielu wystaw fotograficznych; indywidualnych, zbiorowych oraz pokonkursowych; krajowych i międzynarodowych, w Polsce i za granicą. Brał aktywny udział w Międzynarodowych Salonach Fotograficznych, organizowanych (m.in.) pod patronatem FIAP, zdobywając wiele akceptacji. W 1963 roku został przyjęty w poczet członków rzeczywistych Okręgu Łódzkiego Związku Polskich Artystów Fotografików (legitymacja nr 299).
W 1967 roku został uhonorowany tytułem Artiste FIAP (AFIAP), nadanym przez Międzynarodową Federację Sztuki Fotograficznej FIAP, obecnie z siedzibą w Luksemburgu. 
Zmarł 16 listopada 2020, pochowany 25 listopada na Starym Cmentarzu w Łodzi.

## Odznaczenia
- Medal 25-lecia Łódzkiego Towarzystwa Fotograficznego (1982)
- Srebrna Odznaka Łódzkiego Towarzystwa Fotograficznego (1986)
- Medal 40-lecia Związku Polskich Artystów Fotografików (1987)
- Złoty Medal Łódzkiego Towarzystwa Fotograficznego (1987)
- Srebrny Krzyż Zasługi (1987)
- Medal Związku Polskich Artystów Fotografików (1988)
- Medal 150-lecia Fotografii (1989)
- Złoty Krzyż Zasługi (2003)[8]

Źródło.

## Publikacje
- Album Panna Studzianna (58 Prac) – 1983[19]
- Teka Hortus Judaeorum (18 Prac) – 1992
- Cmentarz Ewangelicki (12 Prac) – 1992
- Album Pałac Poznańskich w Łodzi (41 Prac) – 1996

Źródło.